# Малгожата Месяш
Малгожата Месяш (пол. Małgorzata Mesjasz; нар. 12 липня 1997, Ченстохова, Польща) — польська футболістка, півзахисниця італійського клубу «Мілан» та національної збірної Польщі.

## Клубна кар'єра
Футболом розпочала займатися 2004 року в клубі «Олімпійчик» (Ченстохова), а в 2014 році перейшла до «Катовиці». Взимку 2014/15 років перейшла до першої команди другого дивізіону клубу АЗС ПВСЗ (Валбжих), з яким наприкінці сезону 2014/15 років вийшли до Екстраліги. Після дебютного сезону, який вона закінчила з командою на 5-му місці в чемпіонаті, послідували ще три успішних сезони, в яких вона змогла зарекомендувати себе ще й як гравець національної збірної країни.
14 червня 2019 року підписала контракт з клубом німецької Бундесліги «Турбіне» (Потсдам).
У липні 2022 року підписала контракт з італійським клубом «Мілан» до 30 червня 2024 року.

## Кар'єра в збірній
Виступала за дівочу збірну Польщі (WU-17).
За національну збірну своєї країни виступає з 2018 року, у футболці якої дебютувала в поєдинку проти збірної Ірландії. 26 лютого 2019 року була викликана на турнір Кубка Алгарве, на якому провела 2 матчі.

### Голи за збірну
| №  | Дата           | Місце                                | Суперник    | Рахунок | Результат | Змагання                                        |
| -- | -------------- | ------------------------------------ | ----------- | ------- | --------- | ----------------------------------------------- |
| 1. | 23 жовтня 2020 | Конвікторська, Варшава, Польща       | Азербайджан | 1–0     | 3–0       | кваліфікація чемпіонату Європи 2022             |
| 2. | 26 жовтня 2021 | Міський стадіон (Тихи), Тихи, Польща | Албанія     | 2–0     | 2–0       | Кваліфікація ЧС-2023 серед жінок – група F УЄФА |

## Футзальна кар'єра
До 2018 року, окрім футболу, Месяш грала у футзал за ПВСЗ (Валбжих) в Європейській університетській спортивній асоціації.